# Yanti Somer
Yanti Somer ou Kirsti Elisa Somersalo est une actrice finlandaise née le 29 février 1948. Elle a joué dans plus de seize films depuis 1970, surtout dans le cinéma français et italien.

## Filmographie

### Cinéma
- 1970 : Le Temps de mourir : L'hôtesse trop pâle
- 1971 : L'Amour de gré ou de force : Jane
- 1971 : Les Coups pour rien : Anita
- 1971 : On continue à l'appeler Trinita : Perla
- 1971 : Êtes-vous fiancée à un marin grec ou à un pilote de ligne? : Sylvie (en tant que Yanti)
- 1972 : Avanti! : Nurse (en tant que Yanti Sommer)
- 1972 : Et maintenant, on l'appelle El Magnifico : Candida Olsen
- 1973 : The African Deal : Silvia
- 1974 : Le Retour de Croc-Blanc : la sœur de Liverpool
- 1976 : Merciless Man : Mayer's henchwoman
- 1976 : La Cage dorée : Paola
- 1977 : War of the Planets : Meela
- 1978 : La Bataille des étoiles : Diane Greene
- 1978 : La Guerre des robots : Julie
- 1979 : Star Odyssey : Irene
- 1982 : Monsignor : 2nd Flaherty Secretary

### Télévision

#### Séries télévisées
- 1972-1973 : L'Ère des Médicis : Contessina de' Bardi, moglie di Cosimo
- 1976 : Dimenticare Lisa : Greta Lehmann

#### Téléfilms
- 1978 : Yerma : Fascista